# Gihane Zaki

Gihane Zaki (2020)

Gihane Zaki (geboren 1966 in Kairo) ist eine ägyptische Ägyptologin und Leiterin des Großen Ägyptischen Museums.

## Werdegang
Bis 1993 studierte Gihane Zaki an der Helwan-Universität in Ägypten und von 1995 bis 2000 als Doktorandin an der Universität Lyon 2 in Frankreich. Sie ist Autorin mehrerer wissenschaftlicher Publikationen und ist außerordentliche Professorin an der Fakultät für Literatur und Fakultät für Archäologie der Universität Kairo.
Sie war von 2013 bis 2019 Direktorin der Accademia d’Egitto di Belle Arti a Roma, des ägyptischen Kulturinstituts in Rom. Im Jahr 2021 wurde Gihane Zaki vom ägyptischen Präsidenten Abdel Fattah el-Sisi zum Mitglied des Repräsentantenhauses ernannt. Im Mai 2024 übernahm sie die Leitung des Großen Ägyptischen Museums.
2022 wurde sie Mitglied der wissenschaftlichen Gesellschaft Institut d’Égypte. wie auch des wissenschaftlichen Beirats des UNESCO-Beratungsgremiums ICCROM in Italien.

## Auszeichnungen
Im Jahr 2009 erhielt sie den französischen Ordre national du Mérite. Seit 2010 ist sie korrespondierendes Mitglied des Deutschen Archäologischen Instituts. 2025 erhielt sie den Orden der Ehrenlegion (Légion d’Honneur).

## Schriften (Auswahl)
- Le premier nome de Haute-Égypte du IIIe siècle avant J.-C. au VIIe siècle après J.-C. d’après les sources hiéroglyphiques des temples ptolémaïques et romains (= Monographies Reine Élisabeth Band 13). Brepols, Turnhout 2009, ISBN 978-2-503-52724-6 (Dissertation).